# Naisten SM-sarja 2014/15
Die Saison 2014/15 war die 33. Austragung der höchsten finnischen Fraueneishockeyliga, der Naisten SM-sarja. Die Ligadurchführung erfolgt durch den finnischen Eishockeybund Suomen Jääkiekkoliitto. Die Espoo Blues Naiset gewannen den dritten Meistertitel in Folge.

## Modus
Zunächst spielten alle Mannschaften eine Doppelrunde mit zwei Hin- und Rückspielen. Die letzten beiden Mannschaften dieser Runde nahmen an der Relegation mit Vertretern der zweithöchsten Liga teil. Die beiden besten Teams waren direkt für das Halbfinale qualifiziert. Die anderen vier spielten untereinander die zwei weiteren Halbfinalplätze aus. Die Play-offs wurden im Modus Best-of-Five durchgeführt. Um den Platz 3 gab es lediglich ein Spiel.

## Hauptrunde
Die Vorrunde wurde mit allen Teilnehmern in einer einfachen Hin- und Rückrunde ausgetragen. Die Mannschaften auf den ersten sechs Plätzen qualifizierten sich für die Finalrunde. Die letzten zwei mussten um den Klassenerhalt in der Relegation kämpfen.

### Tabelle
| Platz | Name            | Spiele | S  | OTS | OTN | N  | Tore   | Punkte |
| ----- | --------------- | ------ | -- | --- | --- | -- | ------ | ------ |
| 1.    | JYP Jyväskylä   | 28     | 24 | 1   | 2   | 1  | 148:45 | 76     |
| 2.    | Espoo Blues     | 28     | 18 | 2   | 1   | 7  | 127:78 | 59     |
| 3.    | HPK Hämeenlinna | 28     | 17 | 1   | 3   | 7  | 114:76 | 56     |
| 4.    | Tampereen Ilves | 28     | 13 | 3   | 1   | 11 | 106:71 | 46     |
| 5.    | Kärpät Oulu     | 28     | 12 | 3   | 1   | 12 | 78:71  | 34     |
| 6.    | KalPa Kuopio    | 28     | 6  | 1   | 1   | 20 | 61:155 | 21     |
| 7.    | KJT Hockey      | 28     | 6  | 0   | 2   | 20 | 39:115 | 20     |
| 8.    | Team Oriflame   | 28     | 3  | 2   | 2   | 21 | 37:99  | 15     |

### Topscorer
Abkürzungen: Sp = Spiele, T = Tore, V = Assists, Pkt = Punkte, SM = Strafminuten; Fett: Bestwert
| Spieler            | Mannschaft | Sp | T  | V  | Pkt | SM |
| ------------------ | ---------- | -- | -- | -- | --- | -- |
| Linda Välimäki     | Blues      | 28 | 28 | 37 | 65  | 20 |
| Saila Saari        | JYP        | 28 | 24 | 37 | 61  | 12 |
| Jenni Hiirikoski   | JYP        | 28 | 18 | 43 | 61  | 10 |
| Minnamari Tuominen | Blues      | 26 | 17 | 32 | 49  | 40 |
| Rosa Lindstedt     | JYP        | 26 | 20 | 24 | 44  | 20 |
| Sanni Hakala       | JYP        | 25 | 20 | 21 | 41  | 24 |
| Riikka Noronen     | HPK        | 27 | 15 | 26 | 41  | 26 |
| Noora Tulus        | Blues      | 25 | 18 | 20 | 38  | 8  |
| Maija Otamo        | HPK        | 20 | 17 | 20 | 37  | 20 |
| Riika Välilä       | JYP        | 14 | 12 | 25 | 37  | 8  |

### Beste Torhüterinnen
Abkürzungen: Sp = Spiele, Min = Eiszeit (in Minuten), S = Siege, N = Niederlagen, SVS = Saves, GT = Gegentore, SO = Shutouts, Sv% = gehaltene Schüsse (in %), GTS = Gegentorschnitt; Fett: Bestwert
| Spieler                  | Mannschaft | Sp | Min     | S  | N  | SVS | GT | SO | Sv%  | GTS  |
| ------------------------ | ---------- | -- | ------- | -- | -- | --- | -- | -- | ---- | ---- |
| Kiira Laine              | HPK        | 12 | 704:10  | 10 | 1  | 314 | 21 | 3  | 93,7 | 1,79 |
| Eerika Saloranta         | JYP        | 15 | 904:51  | 12 | 2  | 269 | 20 | 4  | 93,1 | 1,33 |
| Anni Keisala             | Kuortane   | 23 | 1361:17 | 4  | 16 | 854 | 66 | 1  | 92,8 | 2,91 |
| Susanna Airaksinen       | Kärpät     | 23 | 1344:50 | 9  | 12 | 741 | 59 | 2  | 92,6 | 2,63 |
| Eveliina Suonpää         | Ilves      | 13 | 701:44  | 7  | 5  | 276 | 23 | 3  | 92,3 | 1,97 |
| Mari Koivisto            | Blues      | 17 | 957:10  | 10 | 4  | 414 | 36 | 2  | 92,0 | 2,26 |
| Tiina Ranne              | JYP        | 13 | 785:00  | 12 | 0  | 263 | 23 | 4  | 92,0 | 1,76 |
| Eri Kiribuchi            | KJT        | 23 | 1206:21 | 4  | 17 | 765 | 70 | 2  | 91,6 | 3,48 |
| Maija Hassinen-Sullanmaa | HPK        | 15 | 861:52  | 7  | 5  | 499 | 46 | 1  | 91,6 | 3,20 |
| Viivi Vartia-Koivisto    | Ilves      | 13 | 692:29  | 5  | 5  | 299 | 31 | 2  | 90,6 | 2,69 |

## Play-offs
|  | Viertelfinale | Viertelfinale | Viertelfinale |  |  | Halbfinale | Halbfinale | Halbfinale |  |   | Finale | Finale | Finale |
|  |               |               |               |  |  |            |            |            |  |   |        |        |        |
|  |               |               |               |  |  | 1          | JYP        | 3          |  |   |        |        |        |
|  | 4             | Ilves         | 3             |  |  | 4          | Ilves      | 1          |  |   |        |        |        |
|  | 5             | Kärpät        | 1             |  |  |            |            |            |  | 1 | JYP    | 0      |        |
|  |               |               |               |  |  |            |            |            |  |   | 2      | Blues  | 3      |
|  |               |               |               |  |  | 3          | HPK        | 0          |  |   |        |        |        |
|  | 3             | HPK           | 3             |  |  | 2          | Blues      | 3          |  |   |        |        |        |
|  | 6             | KalPa         | 0             |  |  |            |            |            |  |   |        |        |        |

### Viertelfinale
In den Viertelfinalspielen vom 10. bis 15. Februar qualifizierten sich neben den bereits gesetzten Mannschaften die Teams aus Hämeenlinna und Tampere.
|                                | Serie | 1                    | 2                              | 3                   | 4                   | 5 |
| ------------------------------ | ----- | -------------------- | ------------------------------ | ------------------- | ------------------- | - |
| Ilves Tampere – Kärpät Oulu    | 3:0   | 4:1 (1:0, 2:0, 1:1)  | 2:1 n. V. (0:1, 1:0, 0:0, 0:1) | 3:2 (2:0, 0:0, 1:2) | 4:3 (0:1, 2:2, 2:1) | – |
| HPK Hämeenlinna – KalPa Kuopio | 3:0   | 18:0 (7:0, 6:0, 5:0) | 13:0 (8:0, 4:0, 1:0)           | 6:3 (4:0, 1:2, 1:1) | –                   | – |

### Halbfinale
Die Spiele des Halbfinales fanden zwischen dem 24. Februar und 1. März 2015 nach dem Modus Best-of-Five statt.
|                               | Serie | 1                                   | 2                   | 3                   | 4                   | 5 |
| ----------------------------- | ----- | ----------------------------------- | ------------------- | ------------------- | ------------------- | - |
| JYP Jyväskylä – Ilves Tampere | 3:1   | 1:2 (1:0, 0:2, 0:0)                 | 3:1 (1:0, 1:1, 1:0) | 3:1 (0:0, 2:0, 1:1) | 6:3 (2:1, 4:0, 0:2) | – |
| Espoo Blues – HPK Hämeenlinna | 3:0   | 4:3 n. P. (0:0, 3:1, 0:2, 0:0, 1:0) | 6:4 (2:3, 4:1, 0:0) | 4:2 (1:1, 1:1, 2:0) | –                   | – |

### Spiel um Platz 3
Um den dritten Platz wurde lediglich ein Spiel ausgetragen.
| 7. März 2015 19:15 Uhr | HPK Hämeenlinna K. Brown S. Tapani | 2:3 (2:1, 0:0, 0:2) Spielbericht | Ilves Tampere A. Tuomanen S. Valkama S. Kärnä | Harjoitushalli, Hämeenlinna Zuschauer: 430 |

### Finale
| 7. März 2015 13:15 Uhr | JYP S. Saari (51:29) | 1:2 (0:1, 0:0, 1:1) Spielbericht | Blues A. Rajahuhta (18:56) E. Nuutinen (59:46) | Jyväskylä Zuschauer: 320 |

| 8. März 2015 15:30 Uhr | Blues M. Tuominen M. Huhta L. Välimäki (49:36) | 3:2 (0:1, 1:1, 2:0) Spielbericht | JYP R. Lindstedt (8:53) A. Saari | Espoonlahti, Espoo Zuschauer: 310 |

| 11. März 2015 19:00 Uhr | JYP M. Sinkkonen (12:18) | 1:4 (1:0, 0:4, 0:0) Spielbericht | Blues L. Välimäki (22:33) E. Nuutinen (23:36) E. Nuutinen (25:11) M. Tuominen (38:36) | Jyväskylä Zuschauer: 330 |

### Kader des Finnischen Meisters
| Finnischer Meister Espoo Blues | Torhüter: Mari Koivisto, Isabella Portnoj Verteidiger: Mari Ahvensalmi, Matilda Eriksson, Mira Huhta, Terhi Mertanen, Mariia Posa, Juulia Salonen, Ronja Savolainen, Mira Silfverberg, Minnamari Tuominen Stürmer: Moeko Fujimoto, Nea Katajamäki, Sanna Kiukas, Linda Leppänen, Kaisa Malinen, Emma Nuutinen, Olka Penttilä, Enni Pohjola, Christine Posa, Annina Rajahuhta, Vilma Tanskanen, Noora Tulus, Uche Udeh Trainerstab: Sami Haapanen, Matias Mäenpää, Jesse Ihalainen |

### Beste Scorerinnen
Abkürzungen: Sp = Spiele, T = Tore, V = Assists, Pkt = Punkte, SM = Strafminuten; Fett: Bestwert
| Spieler           | Mannschaft | Sp | T  | V  | Pkt | SM |
| ----------------- | ---------- | -- | -- | -- | --- | -- |
| Kristina Brown    | HPK        | 7  | 12 | 10 | 22  | 6  |
| Susanna Tapani    | HPK        | 6  | 7  | 14 | 21  | 2  |
| Miho Shishiuchi   | HPK        | 7  | 4  | 13 | 17  | 4  |
| Annina Rajahuhta  | Blues      | 6  | 5  | 8  | 13  | 2  |
| Linda Välimäki    | Blues      | 6  | 6  | 6  | 12  | 4  |
| Riika Välilä      | JYP        | 7  | 5  | 7  | 12  | 4  |
| Riikka Noronen    | HPK        | 7  | 5  | 7  | 12  | 6  |
| Maija Otamo       | HPK        | 7  | 7  | 3  | 10  | 6  |
| Sari Kärnä        | Ilves      | 9  | 3  | 7  | 10  | 0  |
| Marjo Voutilainen | JYP        | 7  | 2  | 8  | 10  | 6  |
| Saila Saari       | JYP        | 7  | 6  | 3  | 9   | 0  |

## Relegation
In der Relegation traten die beiden Letzten der Naisten SM-sarja gegen die zwei besten Teams der I-Divisioona an.
| Platz | Name          | Spiele | S | OTS | OTN | N | Tore  | Punkte |
| ----- | ------------- | ------ | - | --- | --- | - | ----- | ------ |
| 1.    | KJT           | 6      | 4 | 1   | 0   | 1 | 20:9  | 14     |
| 2.    | Team Oriflame | 6      | 4 | 0   | 1   | 1 | 16:7  | 13     |
| 3.    | LL-89         | 6      | 2 | 1   | 1   | 2 | 26:14 | 9      |
| 4.    | Lukko         | 6      | 0 | 0   | 0   | 6 | 7:39  | 0      |

## Auszeichnungen
- Spielerin des Jahres: Jenni Hiirikoski (JYP)
- Play-off-MVP: Isabella Portnoj[2] (Blues)
- Beste Stürmerin Linda Välimäki (Blues)
- Beste Verteidigerin: Jenni Hiirikoski (JYP)
- Beste Torhüterin: Anni Keisala (Oriflame)
- Rookie-of-the-Year: Ella Välikangas  (Kärpät)
- Fair-Play-Trophäe: Noora Tulus (Blues)
- Trainer des Jahres: Katja Saari (JYP)
- 1st All-Star-Team: Anni Keisala (Oriflame); Jenni Hiirikoski (JYP) – Minnamari Tuominen (Blues); Matilda Nilsson (KalPa) – Linda Välimäki (Blues) – Saila Saari (JYP)[3]
- 2nd All-Star-Team: Kiira Laine (HPK); Ronja Savolainen (Blues) – Anna Kilponen (Ilves); Noora Tulus (Blues) – Riikka Välilä (JYP) – Sanni Hakala (JYP)